# Rameau tubaire de l'artère utérine
Le rameau tubaire de l'artère utérine est une artère de l'abdomen qui contribue à la vascularisation de la trompe utérine.

## Origine et trajet
Le rameau tubaire de l'artère utérine nait de la division terminale de l'artère utérine.
Elle se dirige vers la trompe utérine et forme l'arcade vasculaire sous-tubaire (ou arcade artérielle infratubaire) en s'anastomosant avec les rameaux tubaires de l'artère ovarique.